# Porfirio Rubirosa
Porfirio Rubirosa Ariza, född 22 januari 1909 i San Francisco de Macorís i Dominikanska republiken, död 5 juli 1965 i Paris, var en dominikansk diplomat, idrottsman och playboy.

## Biografi
Rubirosa var son till en general i dominikanska armén. Han växte upp i Paris, där hans far var chargé d'affaires vid det dominikanska konsulatet från 1920.
Som sjuttonåring återvände han till sitt hemland för att studera juridik, men tog istället värvning i landets armé. Han träffade och gifte sig med diktatorn Rafael Trujillos äldsta dotter Flor de Oro. Han var henne ständigt otrogen och det blev ganska snart skilsmässa, men i bröllopsgåva hade hans svärfar utnämnt honom till diplomat stationerad i Frankrike. Där fick han, på grund av sitt tjusiga utseende och oklanderliga sätt att föra sig, snabbt rykte om sig att vara en internationell playboy och kvinnotjusare. 
Rubirosa var dessutom en skicklig pilot, racerbilförare samt ägnade mycket tid åt "gentlemannasporten" polo. 
Han hade en speciell förmåga att förföra och gifta sig med rika och kända kvinnor. Han var gift med den franska skådespelaren Danielle Darrieux 1942-1947 och de rika arvtagerskorna Doris Duke och Barbara Hutton; det senare äktenskapet varade bara i 53 dagar och i skilsmässoförhandlingarna tvangs Hutton betala honom 3,5 miljoner dollar. Han var Hutton öppet otrogen redan innan bröllopet och använde sig av hennes pengar för att köpa presenter till sina älskarinnor. När Hutton gjorde så att säga "bokslut" över äktenskapet kom hon fram till att han kostat henne en miljon kronor om dagen att underhålla plus ett privatflygplan.
Han hade även omtalade förhållanden med kända kvinnor såsom Zsa Zsa Gabor, hennes syster Eva Gabor och Kim Novak. Vid 47 års ålder ingick han sitt sista äktenskap med en blott 19-årig fransk skådespelerska vid namn Odile Rodin.
Rubirosa avled tidigt på morgonen 5 juli 1965 efter att med sin Ferrari ha kört in i ett träd i Bois de Boulogne i Paris sextonde arrondissement.